# Станкевич, Алексей Иванович
Алексе́й Ива́нович Станке́вич (4 (16) апреля 1856, Острогожск — 23 января 1922, Москва) — русский историк, библиограф, переводчик, мемуарист и библиотекарь. Племянник Николая и Александра Станкевичей.

## Биография
Родился 4 (16) апреля 1856 года в Острогожске в семье Ивана Владимировича Станкевича (1820—1907), владевшего на Белгородчине имением Удеревка. Окончил историко-филологический факультет Московского университета. В 1887 году был приглашён в Императорский Российский исторический музей; занимался работами по передаче фонда Чертковской библиотеки, временно располагавшейся в Румянцевском музее в доме Пашкова. По завершении работ занял должность заведующего библиотекой, на которой состоял до 1914 года. 
В 1890 году собрал и издал стихотворения и прочие литературные произведения своего дяди Николая Станкевича. Напечатал ряд статей и заметок исторического, историко-литературного и библиографического характера в «Русском архиве», «Библиографических записках», «Древностях» (издание Московского археологического общества) и другой периодике. Перевёл на русский язык, в частности, записки Георга Тектандера и письма Стефана Какаша о посольстве Рудольфа II в Персию (1896) и «Сказания светлейшему герцогу Тосканскому Козьме Третьему о Московии» Якова Рейтенфельса (1905).
Был женат на внучке полковника Алексея Марковича Голостенова и баронессы Марии Ивановны Проль — известной московской пианистке и путешественнице Марии Алексеевне Голостеновой (1867—1922).